# Heinrich Triepel
Heinrich Triepel est un juriste allemand né en 1868 à Leipzig et décédé en 1946.

## Biographie
Après avoir enseigné dans les universités de Leipzig, Tubingue et Kiel, il est appelé en 1913 à l'université Humboldt de Berlin qu'il finit par présider. Il est l'un des plus grands penseurs du droit international public. Il est le fondateur de la doctrine dualiste, théorie qu'il expose en 1899 dans son œuvre magistrale, Landesrecht und Völkerrecht (Droit international et droit interne). Il fut également professeur à l'Académie de droit international de La Haye mais aussi un membre actif de l'Institut de droit international,. Il est l'un des acteurs de la doctrine dite "volontariste" en droit international public : doctrine mettant l'accent sur la volonté commune des États ("Vereinbarung") dans la formation du droit international public; et ce par opposition aux "objectivistes" qui voient le droit international public fondé sur des règles objectives s'imposant à tous.